# Gardner (Massachusetts)
Gardner – miasto położone w hrabstwie Worcester, w stanie Massachusetts, Stany Zjednoczone.

## Religia
- Parafia św. Józefa